# Jacinto Valledor y la Calle
Jacinto Valledor y la Calle (Madrid,1744 - Madrid, 1809) compositor espanyol de tonadillas, un dels més notable cultivador d'aquest gènere després d'Esteve i Laserna.
Aquest músic va néixer el 18 de desembre de 1744 a Madrid i va ser batejat dos dies després a la Parròquia de Sant Sebastià d'aquesta ciutat, on es localitzava (i encara es troba) el Gremi d'Actors, donat que la seva família pertanyia al món del teatre. Pel testament de la seva mare, l'actriu còmica Águeda de la Calle (el seu pare fou l'actor Juan Ángel Valledor), se sap en la seva infantesa estudia seriosament la música. Junt amb la seva dona, l'actriu-cantant Gabriela Santos, va passar per diversos teatres "de províncies" (Múrcia, Cadis, València) fins a establir-se de manera força regular a Barcelona. El 1783, des d'aquesta ciutat sol·licità la plaça de músic de companyia, que anava a restar vacant en la de Manuel Martínez, que actuava en un dels dos teatres municipals de la cort, en aquest lloc. Però no tornà a Madrid fins a l'any 1785, concretament a la companyia d'Eusebio Ribera, i juntament amb el tonadiller Antonio Rosales, suplí a Esteve en malalties i absències, almenys durant els anys 1785 i 1786. També fou proposat com a músic dels Teatres dels "Reales Sitios" diverses vegades.

Valledor era músic de fàcil inspiració i gran capacitat de treball, com demostren les tonadillas que d'ell es conserven en la Biblioteca Municipal de Madrid i el fet que al sol·licitar la plaça abans mencionada es comprometia a escriure: 
| « | una tonadilla para cada parte de cantado en los principios de temporada; cuatro mensuales a petición de quien lo deseara en la companyia; las tonadillas exigides por la fiestas del Corpus, Navidad, etc., i todas las arias, recitados, dúos, bailetes i coros que se necesitasen. | » |

La seva tonadilla més cèlebre ha estat, sens dubte, La cantada vida y muerte del general Malbrú, inclosa pel mestre Pedrell en versió per a veu i piano en el volum primer de la seva obra Teatro lírico español anterior al siglo XIX. De petita obra mestra del gènere burlesc la qualifica l'erudit Mitjana, el qual ocupant-se d'ella escriu
| « | ...és una verdadera opereta, i ni la més jocosa creació deguda a la musa càustica d'Offenbach avantatja amb esperit satíric i en gracia llampurnejant a aquesta original producció, en la que es descriu musicalment una escena de consell de guerra, d'una comicitat insuperable. | » |

No se sap amb exactitud la data de la seva mort, creient-se que degué ocórrer al principi del 1809, això es dedueix per un rebut que subscriví Laserna en unió d'altres, on es consigna entre diferents cobrament, una partida de <42 rals velló pels catorze dies que han estat els papers de música des que morí Valledor>; i aquest document es datà el 12 de març del referit any.

## Obra

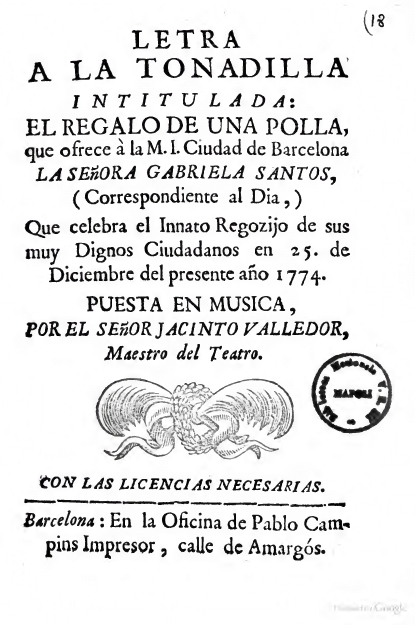
Portada del llibret de la tonadilla El regalo de una polla, amb música de Valledor, per al Teatre de Barcelona (1774)

D'aquest músic notable, que, amb Esteve, Laserna, Moral, Rosales i Acero, tant contribuí a aixecar el gènere tonadilla a considerable altura, es conserva la música de les següents tonadillas, entre les innumerables que sens dubte degué produir durant el temps que treballà tant a Madrid com als teatres de Múrcia, Cadis, València i Barcelona:
- El apasionado,
- Los bellos apasionados,
- La buena consejera,
- Buenas tardes, señores,
- La cantada vida y muerte del general Malbrú,
- El cuento del señorito,
- El cuento de la verdad,
- El chasco del abate,
- El desafío de las majas y soldados,
- Los genios opuestos,
- El instruido de moda,
- El italiano fingido,
- Los majos de rumbo,
- Los majos satisfechos,
- Madrid a la vista,
- El maestro y la discípula,
- La naranjera del Prado,
- Quien lo hereda no lo hurta,
- El sargento Briñoli, oficial y criada,
- Señores, señoras,
- El valiente Campuzano y Catuja la de Ronda.

Aquestes obres s'han publicat recentment dins de la col·lecció "Monumentos de la Música Española" (núms. 84 i 86) del Consejo Superior de Investigaciones Científicas amb estudi i edició d'Aurèlia Pessarrodona.
També destaquen les obres que Valledor realitzà quan fou primer músic del Teatre de Barcelona, sobretot al voltant dels anys 1770 i inicis dels 1780. Entre aquestes obres es compten algunes de gran envergadura com La plaza de Palacio de Barcelona a dotze, així com d'altres que inclouen bona part del text en català, com La ramilletera (l'única bilingüe de la qual s'ha conservat la música) o La italiana y el español. Pel que se sap fins al moment, aquestes peces es poden considerar els testimonis més primerencs d'ús regular (no puntual) del català en obres interpretades en un teatre públic de Barcelona.